# 折兼
株式会社折兼 (英:Orikane Co., Ltd.) は、愛知県名古屋市に本社を置く食品包装資材の専門商社である。

## 概要
食品の包装容器・資材を中心に、包装機械や店舗備品、衛生資材等を扱っている。愛知県で小売り店舗「プロステーション」を展開する他、通販サイト「容器スタイル」、食品包装専門ポータルサイト「パックタイムス」を運営している。
主な取り扱い商品である食品の包装容器・資材を用いた学校での課外授業実施や、スポーツチームとのイベント開催等も行っている。

## 沿革[5]
- 1887年(明治20年)　伊藤兼次郎が駅弁用の木製折箱を製造・販売。

- 1952年(昭和27年)　株式会社折兼木工所という社名で法人化。

- 1970年(昭和45年)　中央市場営業所が開設。

- 1971年(昭和46年)　商号を現在の株式会社折兼に変更。

- 1972年(昭和47年)　愛北営業所が開設。

- 1979年(昭和54年)　四日市営業所が開設。

- 1984年(昭和59年)　東京営業所が開設。

- 1985年(昭和60年)　北部市場営業所が開設。

- 1988年(昭和63年)　物流センターが愛知県の西春町(現・北名古屋市)に新設・移転。

- 1988年(昭和63年)　旧物流センターに春日井営業所が移転。
- 1990年(平成2年)　豊橋営業所が拡大移転。
- 1991年(平成3年)　四日市営業所が拡大移転。
- 1992年(平成4年)　本社分室ビルが新設。
- 1994年(平成6年)　富士営業所が開設。
- 1997年(平成9年)　プロステーション名東店が開設。
- 1999年(平成11年)　袋井営業所の浜松市移転に伴い、浜松営業所へ名称変更。
- 2000年(平成12年)　共和営業所と豊田営業が合併。名南営業所として開設。
- 2001年(平成13年)　プロステーション御器所店が開設。
- 2002年(平成14年)　小牧物流センターが開設。
- 2002年(平成14年)　名古屋営業所と春日井営業所が合併。西春町(現・北名古屋市)の旧物流センターに移転。
- 2003年(平成15年)　包材ショップDCが旧春日井営業所へ移転。
- 2005年(平成17年)　中津川営業所が新設・移転。金沢営業所が開設。
- 2006年(平成18年)　プロステーション春日井店が開設。
- 2007年(平成19年)　金沢営業所が拡大移転。
- 2007年(平成19年)　江南センターが開設。
- 2008年(平成20年)　埼玉県所沢市に本社を置く株式会社協トレが折兼グループに参画。
- 2009年(平成21年)　金沢営業所が拡大移転。
- 2010年(平成22年)　東京営業所が拡大移転。富士営業所が拡大移転。千葉営業所が開設。
- 2011年(平成23年)　東京都東村山市に本社を置く株式会社富士包装が折兼グループに参画。
- 2012年(平成24年)　松阪営業所が開設。
- 2013年(平成25年)　東京営業所が拡大移転。関西オフィス、三芳センター、所沢センターが開設。
- 2014年(平成26年)　金沢営業所と浜松営業所が拡大移転。足利センター、一宮センターが開設。
- 2015年(平成27年)　千葉営業所が拡大移転。厚木センター、専光寺センター、伊勢崎センターが開設。
- 2016年(平成28年)　中部営業本部、今伊勢センターが開設。
- 2016年(平成28年)　株式会社折兼ホールディングスが設立。
- 2017年(平成29年)　千葉営業所が拡大移転。
- 2018年(平成30年)　名古屋支社が新設。浜松営業所が拡大移転。神奈川営業所が開設。
- 2018年(平成30年)　株式会社富士包装を吸収合併し東村山営業所が開設。
- 2018年(平成30年)　香川県高松市に本社を置く株式会社タニモトと子会社の株式会社サンライズ、株式会社パックスタイル四国が折兼グループに参画。
- 2019年(令和1年)　三芳センター、所沢センターが拡大移転。株式会社折兼協トレが拡大移転。
- 2020年(令和2年)　神奈川営業所、千葉営業所が拡大移転。通販守山センターが開設。
- 2020年(令和2年)　株式会社折兼協トレを吸収合併し所沢営業所が開設。
- 2020年(令和2年)　物流業務を新しく分割し、株式会社折兼物流が設立。
- 2021年(令和3年)　一宮センターが開設。関西営業所が拡大移転。
- 2022年(令和4年)　神奈川営業所と志木営業所を統合し関東営業本部 東京営業所が開設。
- 2022年(令和4年)　金沢営業所が拡大移転。
- 2022年(令和4年)　高知県高知市に本社を置く栄産業株式会社が折兼グループに参画。
- 2023年(令和5年)　富士営業所が拡大移転。千葉営業所と千葉センターが移転。
- 2023年(令和5年)　福岡県北九州市に本社を置くニシヤ商事株式会社が折兼グループに参画。
- 2023年(令和5年)　千葉県千葉市に本社を置くサンライズ株式会社が折兼グループに参画。
- 2024年(令和6年)　島根県松江市に本社を置く日新化成株式会社が折兼グループに参画。
- 2024年(令和6年)　金沢営業所が拡大移転。那古野オフィス、稲沢センター、東日本出荷センター、西日本出荷センターが開設。
- 2024年(令和6年)　高知県高知市に本社を置く株式会社八州包装センターが折兼グループに参画。
- 2025年(令和7年)　東京都江東区に本社を置く株式会社日伯が折兼グループに参画。
- 2025年(令和7年)　和歌山営業所が開設。

## 拠点[6]

### 営業拠点
- 本社(愛知県名古屋市)
- 中部営業本部(愛知県名古屋市)
- 関東営業本部・東京営業所(東京都港区)
- 名古屋支社(愛知県北名古屋市)
- 中津川営業所(岐阜県中津川市)
- 名南営業所(愛知県大府市)
- 豊橋営業所(愛知県豊橋市)
- 浜松営業所(静岡県浜松市)
- 富士営業所(静岡県富士市)
- 四日市営業所(三重県四日市市)
- 松阪営業所(三重県松阪市)
- 金沢営業所(石川県白山市)

- 関西営業所(兵庫県神戸市)
- 千葉営業所(千葉県千葉市)
- 所沢営業所(埼玉県入間郡)
- 那古野オフィス(愛知県名古屋市)
- 和歌山営業所(和歌山県和歌山市)

### 物流拠点
- 小牧物流センター(愛知県小牧市)
- 北名古屋センター(愛知県北名古屋市)
- 足利センター(栃木県足利市)
- 厚木センター(神奈川県厚木市)
- 千葉センター(千葉県八千代市)
- 所沢センター(埼玉県入間郡)
- 東日本出荷センター(千葉県千葉市)
- 西日本出荷センター(京都府久世郡)
- 通販守山センター(愛知県名古屋市)
- 一宮センター(愛知県一宮市)
- 稲沢センター(愛知県稲沢市)

### 小売り・通販事業
- プロステ本部(愛知県名古屋市)
- 中央市場店(愛知県名古屋市)
- プロステーション名東店(愛知県名古屋市)
- プロステーション御器所店(愛知県名古屋市)
- プロステーション春日井店(愛知県春日井市)

### 関連会社
- 株式会社パックスタイル北海道(北海道札幌市)
- 株式会社パックスタイル東北(青森県青森市)
- 株式会社パックスタイル関西(大阪府門真市)
- 株式会社パックスタイル山陽(広島県福山市)
- 株式会社パックスタイル九州(福岡県福岡市)

### グループ会社

#### 株式会社タニモト(香川県高松市)
- 徳島営業所(徳島県徳島市)
- 松山営業所(愛媛県松山市)
- 新居浜営業所(愛媛県新居浜市)
- 高知営業所(高知県高知市)
- 岡山営業所(岡山県岡山市)
- 物流倉庫(香川県高松市3ヵ所)
- 株式会社パックスタイル四国(香川県高松市)

#### 栄産業株式会社(高知県高知市)
- 四万十営業所(高知県四万十市)
- モダンパック店舗(高知県四万十市)

#### ニシヤ商事株式会社(福岡県北九州市)
- 福岡営業所(福岡県糟屋郡)
- 熊本営業所(熊本県上益城郡)

#### サンライズ株式会社(千葉県千葉市)
- 埼玉営業所(埼玉県さいたま市)